# 譚景行
譚景行（1614年—1649年），字翼之，號呐菴，湖廣長沙府湘潭縣人，明朝、南明政治人物。

## 生平
萬曆甲寅年六月二十一日生。譚景行七歲時父親帶他謁見禮部尚書李騰芳進膳，李騰芳出題「雖蔬食菜羹」，他走到筆食案上寫下「後世食其德而忘其報，惟聖人能報聖人」等語句，對方大感驚。到他十五歲就中是崇禎三年（1630年）的舉人，四年中礼部会试，但未廷试，七年（1634年）成甲戌科進士，刑部觀政，八年獲授廣東新會知縣，治行著績，十二年考察去職。因為母親去世回鄉。永曆三年清朝軍隊攻破湘潭，他穿好官服向南再拜，和何騰蛟、周蕤、謝璵、王元兆、嚴士麒、生員王載、王蒙、謝直生等十多人一同殉城。

## 引用
1. 1 2  嘉慶《湘潭縣志·卷二十六》：譚景行，字翼之，號宛抂，幼聰異，方七齡父寵攜之謁宗伯李騰芳，因共飰；宗伯以「雖蔬食菜羹」一節命題為文，景行遂走筆食案上，有「後世食其德而忘其報，惟聖人能報聖人」之語，宗伯擊節奇之。年十五領崇禎庚午鄉薦，聯捷南宮甲戌殿試，旋官粵東新會令，治行甚著，以丁母憂歸。己丑城破，具衣冠向南再拜，從容就義；同時殉城死者推官周蕤、舉人謝璵、王元兆、貢生嚴士麒、生員王載、王蒙、謝直生等凡十餘人。 參訂白志
2. ↑  《崇祯七年甲戌科进士三代履历》：谭景行，曾祖惠，祖舜臣，父宠。呐庵，易二房，甲寅年六月二十一日生，湘潭人，庚午五十四名，辛未会九十三名，三甲一百七十七名，刑部政，乙亥授廣東新会知县，己卯降。
3. ↑  錢海岳《南明史·卷五十三·列傳第二十九》：（永曆三年）同（何）騰蛟死者：譚景行、周蕤、周侯、謝璵、王元兆、嚴士琦、王載、曾孔教。……景行，字翼之。崇禎七年進士。新會知縣。